# Reserva Biológica Augusto Ruschi
A Reserva Biológica Augusto Ruschi é uma unidade de conservação de proteção integral brasileira  localizada no município capixaba de Santa Teresa.

## História
Nos anos 1940, o naturalista Augusto Ruschi fez um levantamento da fauna e da flora do Estado do Espírito Santo. Ruschi, preocupado com as ameaças ao meio-ambiente devido à aceleração do desmatamento resultante da substituição da vegetação nativa por culturas de café, iniciou uma campanha para a criação de áreas protegidas no Estado. Essa campanha resultou na delimitação, através do Decreto Estadual Nº 55 de 1948, de uma reserva florestal de aproximadamente 5 000 ha, para proteger a flora de contrafortes da Serra da Mantiqueira em Nova Lombardia. Nova Lombardia era um lugarejo na região de Santa Teresa, colonizado a partir de 1875 por italianos originários da Lombardia.
No inicio dos anos 1950, Ruschi, motivado pelo descaso do Governo Estadual para com as áreas de proteção recém-criadas, passou a defender a doação destas ao Instituto Brasileiro de Desenvolvimento Florestal (IBDF). A transferência das áreas foi oficializada pela Lei Nº 976, de 10 de dezembro de 1955. O levantamento topográfico ficou pronto em 1959 e o aceite da doação da Reserva Biológia e Florestal de Nova Lombardia foi oficializado pelo Decreto Lei Nº 2.057, de 16 de janeiro de 1963. O Presidente do IBDF, através da Portaria Nº 1414, renomeou a área para Reserva Biológica de Nova Lombardia. A criacão oficial da reserva, contudo, deu-se somente em 20 de setembro de 1982, através do Decreto Nº 87.589. A área da reserva neste decreto era de 4 000 ha.
Em uma homenagem póstuma a Augusto Ruschi, a reserva teve seu nome alterado através do Decreto Nº 92.753 de 5 de junho de 1986, que é também o Dia Mundial do Meio Ambiente.

## Caracterização da área
Com um perímetro de 58 470 m, os 3 573 ha da reserva tem sua situação fundiária completamente regularizada. A área, em sua maioria, originou-se de terras devolutas, com histórico de invasões. Porém, devido à baixa fertilidade do solo, a permanência dos posseiros e proprietários não era viável. Estes, após trocas de terra com o Governo Estadual ou indenizações, retiraram-se do local.

### Relevo
A topografia e a geologia do relevo são multiformes, com altitudes variando entre 780 e 1 143 m, sendo que o ponto mais alto da região fica na divisa com o município de Itaguaçu.

### Clima
O clima é o mesotérmico, com invernos secos (de maio a setembro) e verões chuvosos (de outubro a abril). As temperaturas médias anuais mínima e máxima ficam em torno de 16 °C e 24 °C, com mínima/máxima absolutas podendo atingir 4 °C/30 °C. A precipitação acumulada média anual fica em torno de 1 400 mm, com umidade relativa do ar de 85 %.

### Hidrologia
Dentro da reserva encontram-se mais de 100 nascentes e córregos perenes, que contribuem na formação dos rios Doce, Timbuí, Piraqueaçu e 25 de Julho. Este último deságua posteriormente na microbacia do rio Santa Maria do Rio Doce.

### Flora
Inserida no bioma da Mata atlântica, tem cobertura vegeral predominante de Floresta ombrófila densa de montanha e de submontanha, com espécies arbóreas raras e difíceis de encontrar.

### Visitação
A área é fechada à visitação pública.